# Émile Jean-Fontaine
Émile Jean-Fontaine war ein französischer Segler.

## Erfolge
Émile Jean-Fontaine nahm an den Olympischen Spielen 1900 in Paris teil, wo er in drei Wettbewerben antrat. In der offenen Klasse kam er nicht ins Ziel, während er in der Bootsklasse 2 bis 3 Tonnen in zwei Wettfahrten in Meulan-en-Yvelines bei der ersten der beiden Wettfahrten das Podium erreichte. Dabei war er neben De Cottignon beide Male Crewmitglied der von Skipper Ferdinand de Schlatter angeführten Yacht Gwendoline. In der ersten Wettfahrt belegte die Gwendoline hinter der Olly von William Exshaw und der Favorite von Léon Susse den dritten Platz. Die zweite Wettfahrt beendete sie nicht.